# 叶文才
叶文才（1962年6月—），暨南大学教授，主要从事中药和天然药物活性成分、天然产物化学生物学等方面的研究工作。入选中华人民共和国教育部第八批"长江学者"特聘教授，曾就读于香港科技大学化学系。